# 臺灣製腦
臺灣製腦株式會社為台灣日治時期1919年成立的會社，是整併台灣的各樟腦製成業者而來，本社位於臺北市濱町，在各處設有出張所與詰所，主要從事樟腦開採、製造與造林等事業。之後因不敵人造樟腦的競爭，臺灣製腦在1934年7月解散，而台灣的樟腦事業則改由臺灣總督府專賣局經營。

## 沿革
在臺灣清治時期即有樟腦的生產與販售行為，當時的製腦資金主要來自洋行、中國商人及其代理人。在台灣進入日治時期之後，臺灣總督府逐步排除外國人在臺灣製腦的勢力，並在1899年實施樟腦專賣制度。樟腦專賣制度規定各製腦業者須向樟腦賣給樟腦局，並由官方主導樟腦的販賣價格。樟腦在經由專賣局收買後，最初委託外商三美路商會販售，在1907年改由三井會社代理。自1908年，由於臺灣的樟腦逐漸與國外的人造樟腦產生兢爭，加上受到一戰後的景氣影響，臺灣總督府專賣局從1917年，以會社整合與增進業者利益為由，開始勸說各製腦業者合併；因此臺灣的14家製腦會社在1919年合併，在台北成立「臺灣製腦株式會社」。
臺灣製腦的樟腦販售成績良好，而以樟腦為原料之一的賽璐珞工業在1930年代興起後，使得樟腦需求大增；但因人造樟腦製成已逐漸成熟，臺灣的製腦事業受到強烈競爭。為了與人造樟腦競爭，臺灣製腦株式會社在1934年7月解散，改由臺灣總督府專買局經營製腦事業，將臺灣製腦的各派出所合併為專賣支局與出張所。至日治時期結束前，臺灣樟腦的生產與銷售皆由官方所經營。

## 出張所
臺灣製腦株式會社在全台個製腦地設有出張所和詰所，且因樟腦原料產地皆位於山區，臺灣製腦各地出張所所長多由蕃地的警察官吏擔任。
- 台灣製腦本社：位於臺北市濱町二丁目2番地，直轄新店監理詰所、坪林監理詰所、基隆收納詰所
  - 蘇澳出張所：蘇澳街
  - 大溪出張所：大溪街
  - 新竹出張所：新竹市
  - 東勢出張所：東勢街
  - 集集出張所：集集街
  - 嘉義出張所：嘉義市
  - 六龜出張所：六龜庄
  - 花蓮港出張所：花蓮港市
  - 成廣澳出張所：新港庄[3]